# Ambikapur
Ambikapur (Hindi अम्बिकापुर) ist eine Stadt (Municipal Corporation) im indischen Bundesstaat Chhattisgarh mit etwa 112.500 Einwohnern (Volkszählung 2011). 
Sie ist Verwaltungssitz des Distrikts Surguja und war früher die Hauptstadt des ehemaligen Fürstenstaates Surguja.
Der Name ist von der Göttin Ambika (Mahamaya) Devi hergeleitet.